# Kronach
Kronach er administrationsby i Landkreises Kronach i Oberfranken, i den tyske delstat Bayern.
Kronach er fødeby for renæssancemaleren Lucas Cranach den Ældre, og i byen ligger Festung Rosenberg der er en af de største middelalderfæstninger i Tyskland. Byen er præget af den velbevarede gamle bydel med sandstens- og bindingsværkshuse, bymure, porte, tårne og hvælvede kældre. Kronach ligger på turistruterne Burgenstraße og Bier- und Burgenstraße.

## Geografi
Kronach ligger sydvest for Frankenwald, hvor floderne Haßlach, Kronach og Rodach løber sammen.

### Landsbyer og bebyggelser
| - Bernroth - Birkach - Blumau - Dennach - Dörfles - Fischbach - Friesen - Gehülz (med Entmannsdorf, Breitenloh, Brand, Zollbrunn u. a.) - Glosberg - Gundelsdorf (bei Kronach) - Höfles - Kestel | - Knellendorf - Kreuzberg - Krugsberg - Neuses - Ruppen - Seelabach - Seelach - Stübental - Vogtendorf - Vonz - Wötzelsdorf - Ziegelerden |

### Befolkning og religion
Omkring 62 % af befolkningen er katolikker (især i byen Kronach og de sydlige, nordlige og vestlige dele af kommunen), 31 % er protestanter (hovedsageligt i de østlige områder). Derudover er en Freie Christengemeinde og en menighed af Jesus Freaks. Indtil 1942 var der en jødisk menighed, og en synagoge, opført i 1883.
I Kronach tales en (ober-)frankisk dialekt.
- Malet udgave af byens våben
- Kommandant- og fyrstebolig på Festung Rosenberg